# Bồ công anh trước gió
Bồ công anh trước gió là một bộ phim truyền hình được thực hiện bởi Công ty cổ phần Chào Việt Nam, do Quách Khoa Nam làm đạo diễn. Phim phát sóng vào lúc 19h45 hàng ngày, bắt đầu từ ngày 2 tháng 5 năm 2021 và kết thúc vào ngày 3 tháng 6 năm 2021 trên kênh SCTV14.

## Nội dung
Bồ công anh trước gió kể về sự đánh tráo thân phận của Phương Anh (Huỳnh Lam Anh) và Minh Tú (Đàm Phương Linh). Vì lòng đố kỵ, ganh ghét, Minh Tú mạo danh, dùng mọi thủ đoạn để có được cuộc sống giàu sang. Trong khi đó, Phương Anh hiền lành cam chịu cuộc sống nghèo túng, nhưng vẫn nuôi ước mơ trở thành nhà thiết kế thời trang.

## Diễn viên
- Vũ Ngọc Ánh trong vai Mộng Điệp
- Thanh Bình trong vai Ông Đức
- Đàm Phương Linh trong vai Minh Tú
- Nguyễn Quốc Trường Thịnh trong vai Quang Vinh
- Huỳnh Lam Anh trong vai Phương Anh
- Thanh Hiền trong vai Bà Năm
- Sơn Hải trong vai Ông Hòa
- Kiều Trinh trong vai Bà Hòa
- Quách Hữu Lộc trong vai Ông Phong

Cùng một số diễn viên khác....

## Ca khúc trong phim
Bài hát trong phim là ca khúc "Bồ công anh trong gió" do Văn Tứ Quý sáng tác và Hồ Ngọc Giã thể hiện.

## Giải thưởng
| Năm  | Giải thưởng   | Hạng mục                                     | (Người) đề cử   | Kết quả   | Tham khảo   |
| ---- | ------------- | -------------------------------------------- | --------------- | --------- | ----------- |
| 2021 | Ngôi Sao Xanh | Nữ diễn viên truyền hình được yêu thích nhất | Đàm Phương Linh | Đoạt giải | [ 6 ] [ 7 ] |
| 2021 | Ngôi Sao Xanh | Phim truyền hình xuất sắc nhất               | —               | Đề cử     | [ 8 ]       |
| 2021 | Ngôi Sao Xanh | Gương mặt truyền hình triển vọng             | Kim Phượng      | Đề cử     | [ 8 ]       |
| 2021 | Ngôi Sao Xanh | Đạo diễn xuất sắc nhất                       | Quách Khoa Nam  | Đề cử     | [ 8 ]       |